# Messac (Charente-Maritime)
Messac település Franciaországban, Charente-Maritime megyében. Lakosainak száma 104 fő (2022. január 1.). Messac Chantillac, Léoville, Mérignac, Pommiers-Moulons, Vanzac és Vibrac községekkel határos.

## Népesség
A település népességének változása:
| Lakosok száma | 157  | 135  | 127  | 109  | 108  | 105  | 105  | 106  | 105  | 104  |
|               | 1968 | 1982 | 1990 | 2006 | 2013 | 2015 | 2017 | 2019 | 2020 | 2022 |